# لی جیه (بازیکن هندبال)
لی جیه (انگلیسی: Li Jie؛ زادهٔ ۹ ژوئیهٔ ۱۹۵۵) بازیکن زن هندبال اهل چین بود. وی در بازی‌های المپیک تابستانی ۱۹۸۸ شرکت کرده‌است.